# 杭州城北万象城
杭州城北万象城是位于杭州市余杭区良渚街道杭行路1499号的商业建筑综合体，包括购物中心与甲级写字楼（285米高的润珹置地中心），总建筑面积29.3万平米，其中购物中心为16万平米，商场于2023年11月5日开业。这是继位于钱江新城的杭州万象城后，杭城的第二家万象城。城北万象城是杭州北部副中心的良渚新城中央商务区的启动项目与城北新地标。
它由Egis集团旗下的10 Design设计，以江南水乡风韵为设计灵感，中建三局承建。写字楼润珹置地中心目前是城北第一高楼。位于万象城西侧的近2000户的臻珹幸福里住宅也由华润置地打造。

## 主要商家
入驻商家有350余个，主要有挪客Naturehike、国际蓝孩、Meland Sport（浙江首店）、Meland Club全新形象店、万象影城杜比巨幕店、西西弗书店、华为智能生活馆、裸眼7D飞行剧场、Uncle no name、八合里海记、俄士厨房、OKFULL CHOCOLATE、未来健康体验店、上海牌手表等。

## 图集

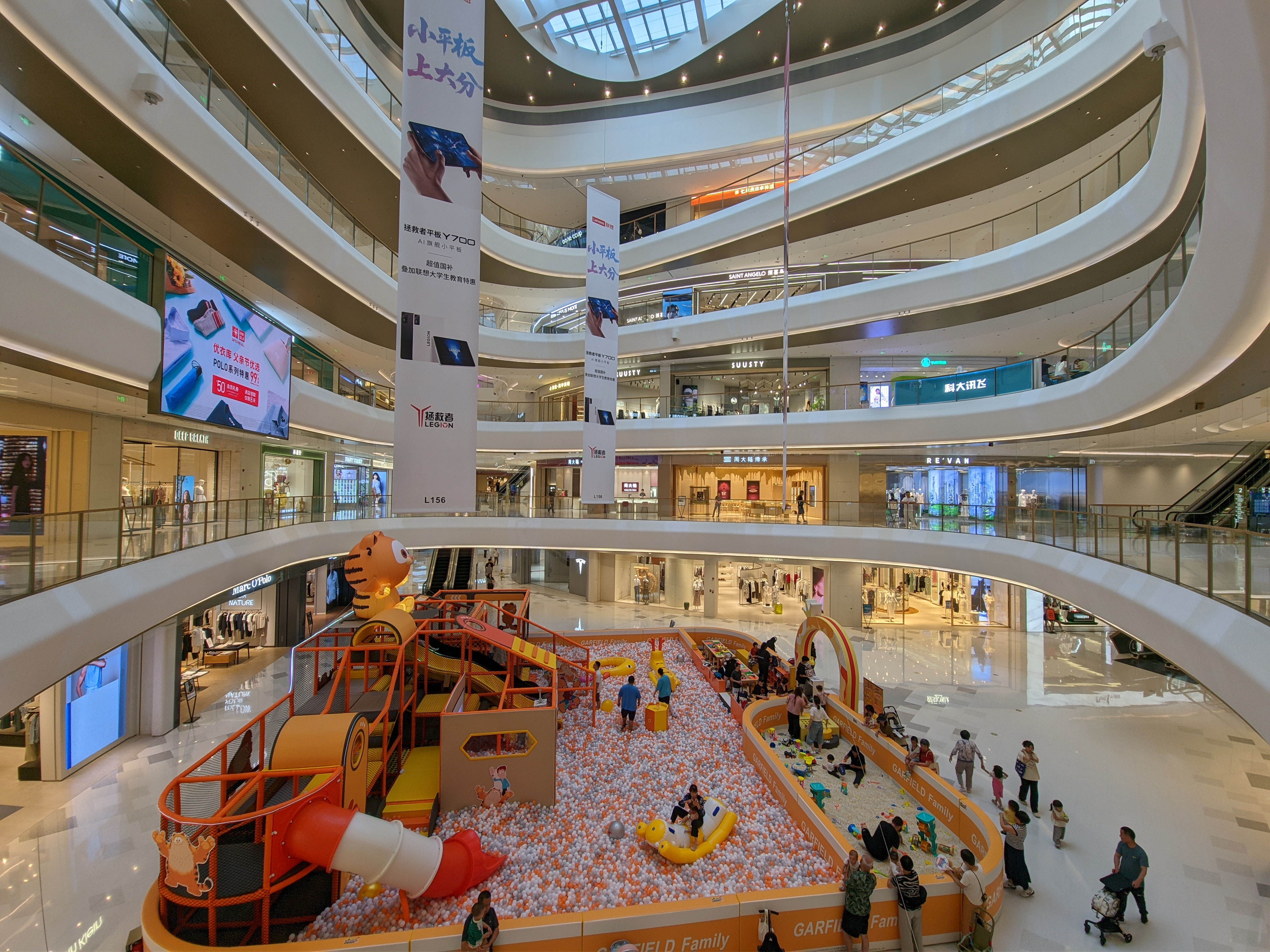
商场中庭
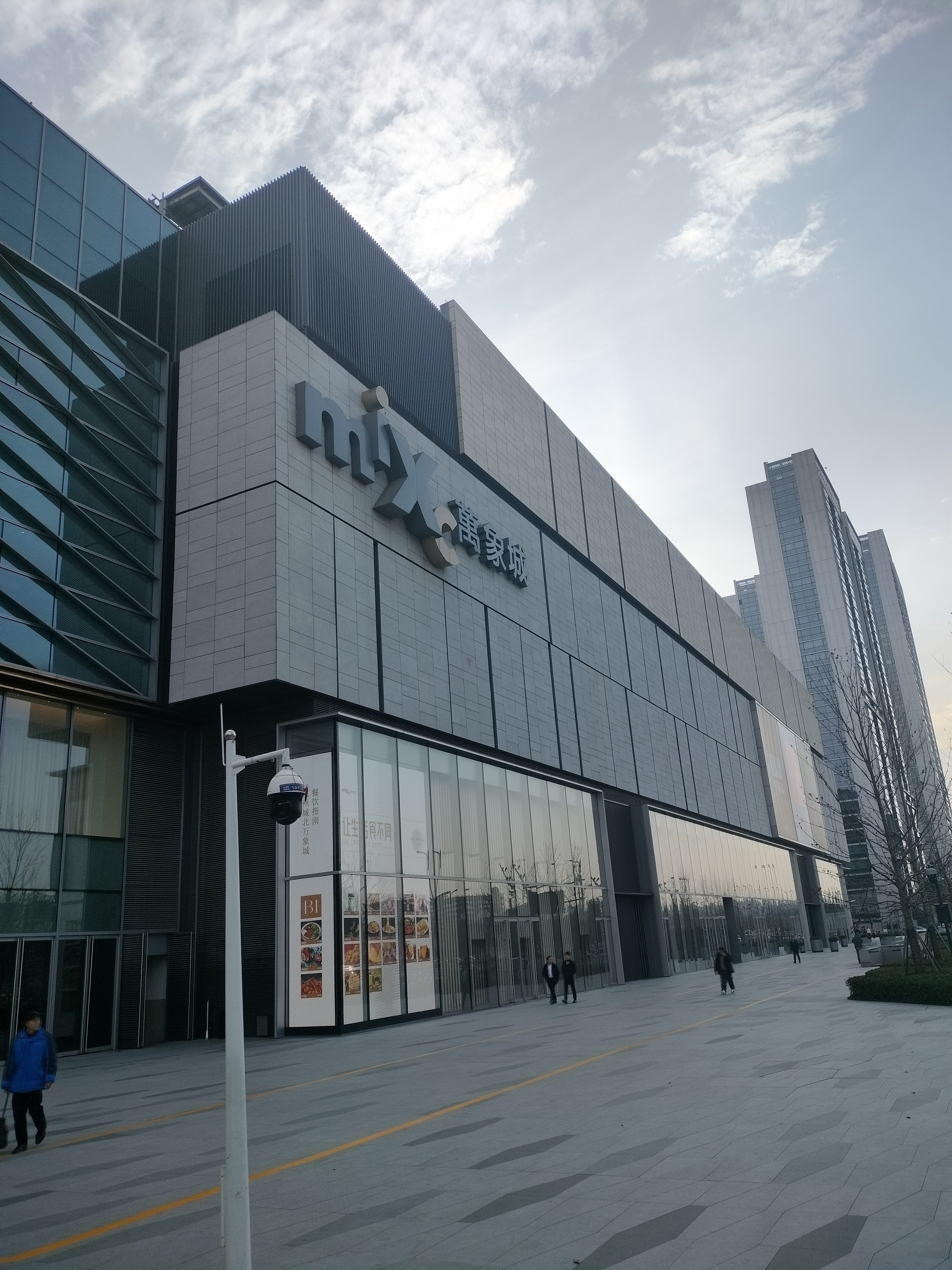
万象城北侧
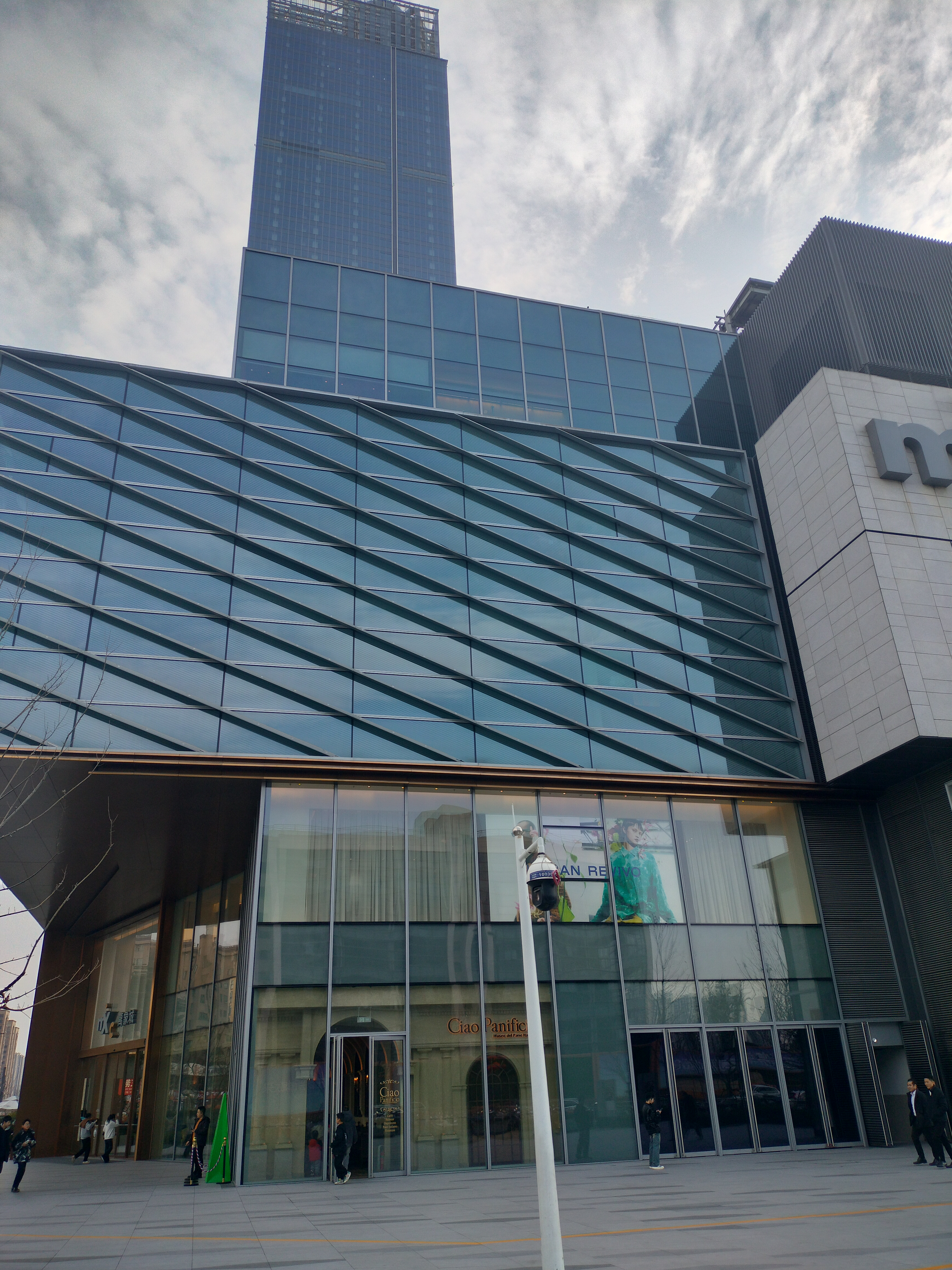
万象城东北侧
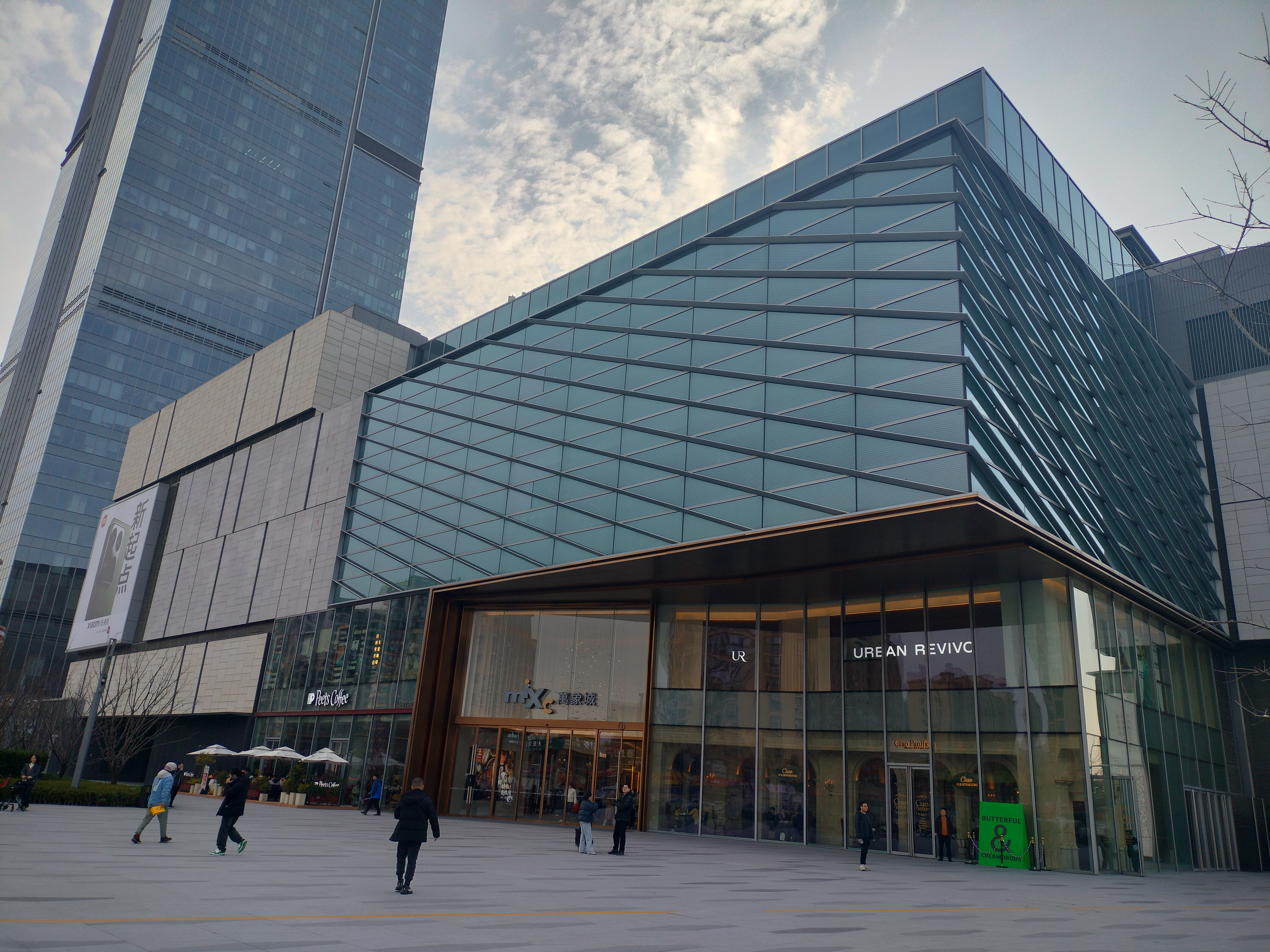
万象城东侧
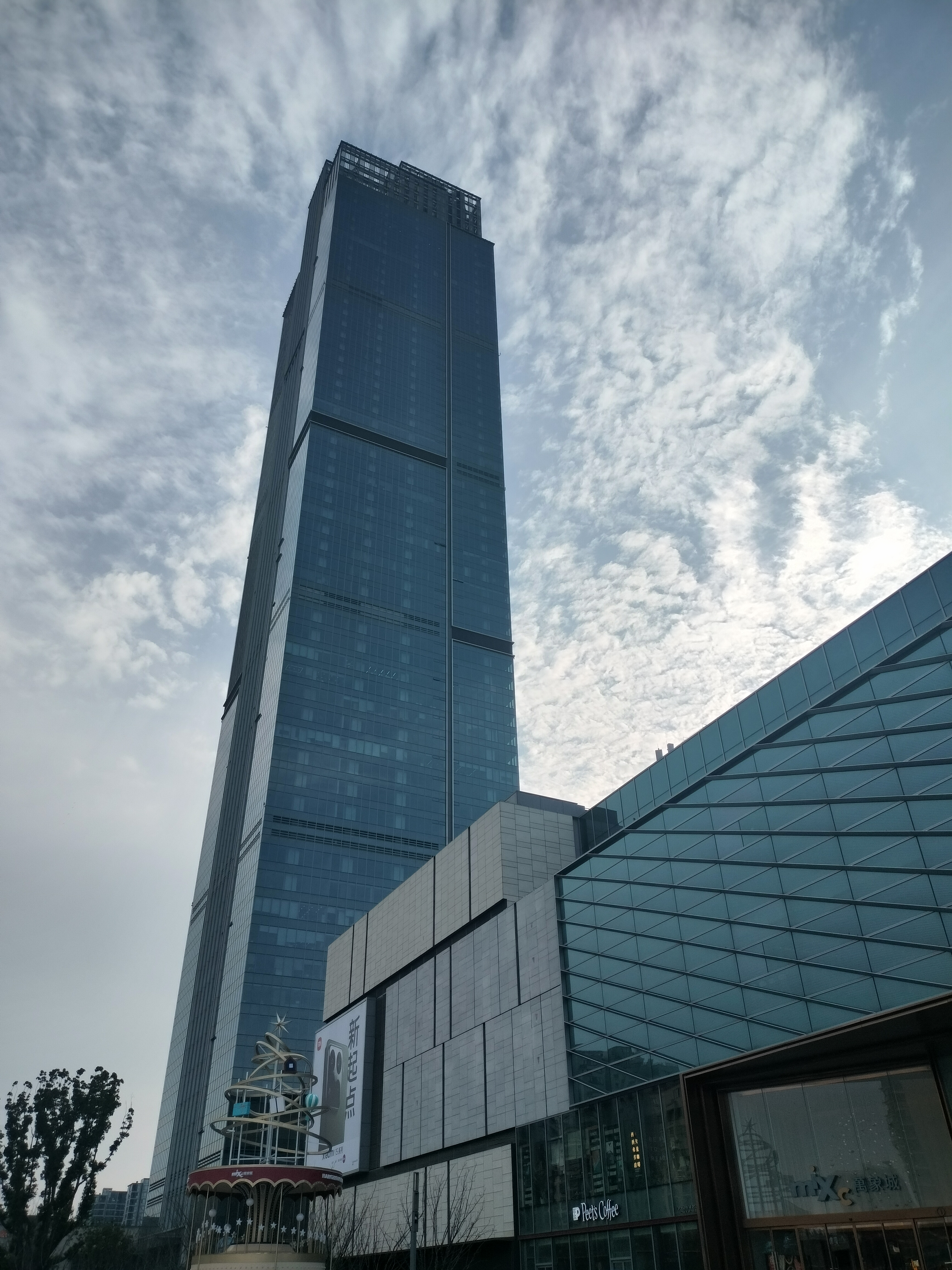
万象城与写字楼
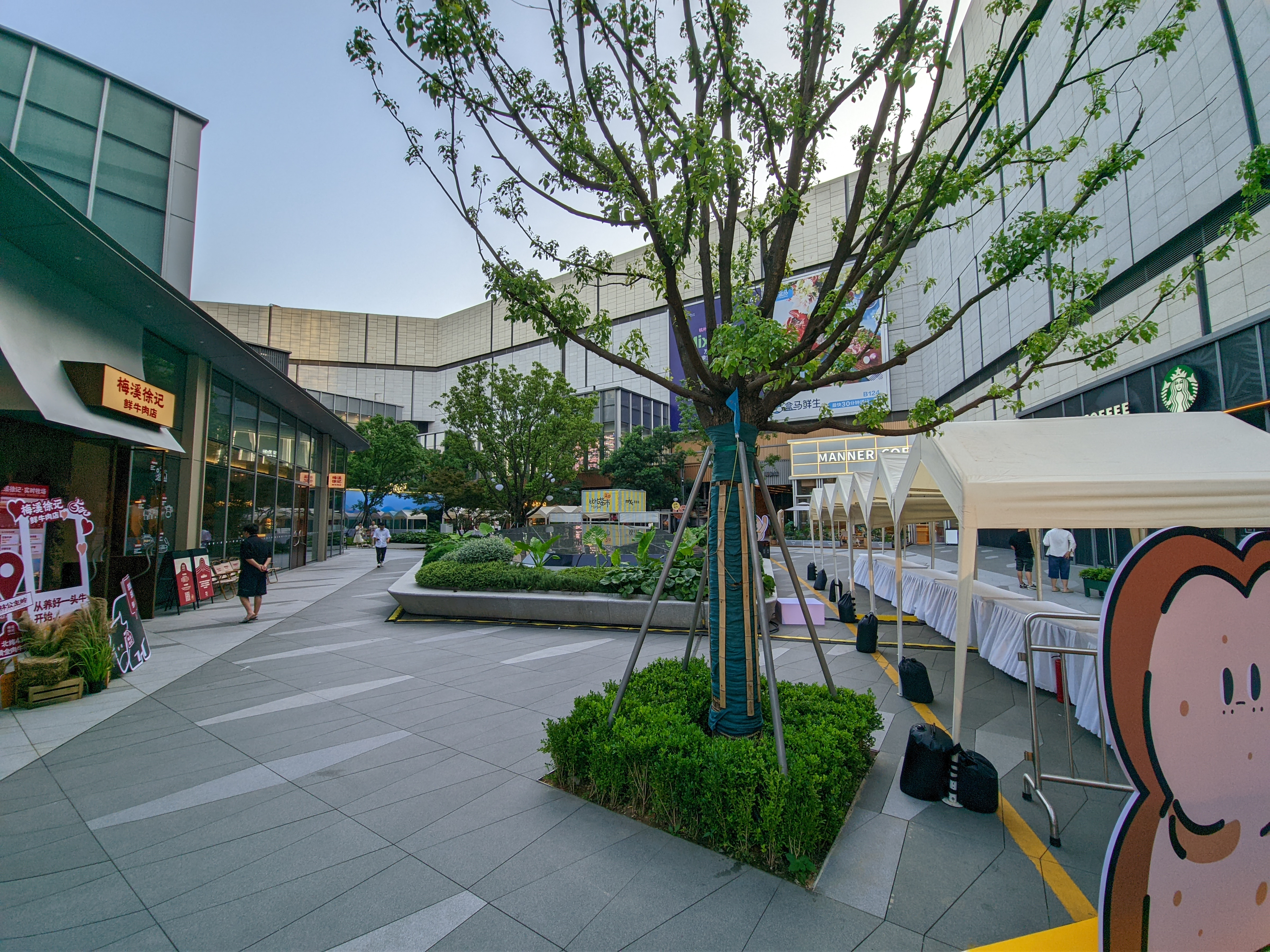
外街「里巷」
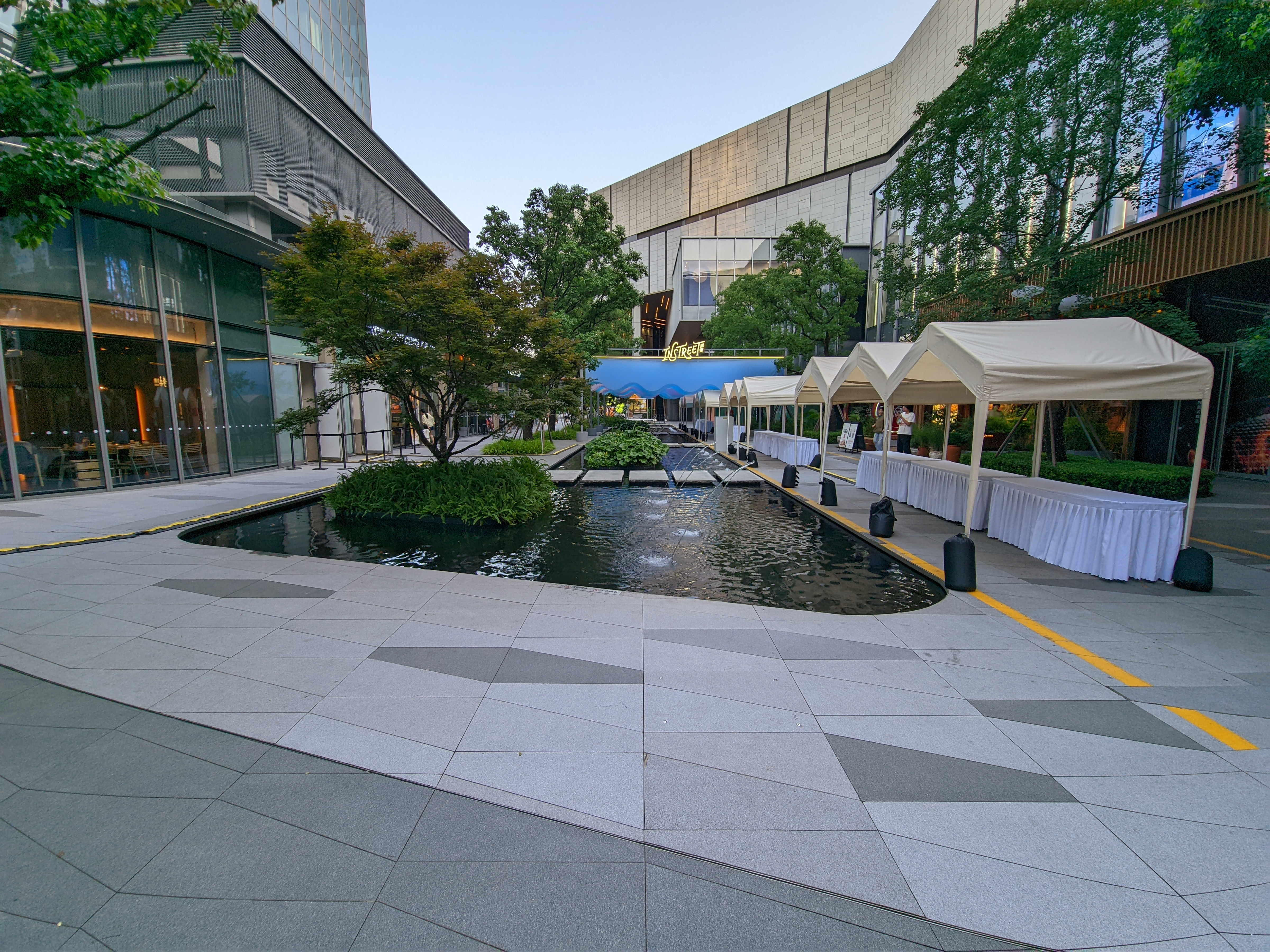
「水镜广场」
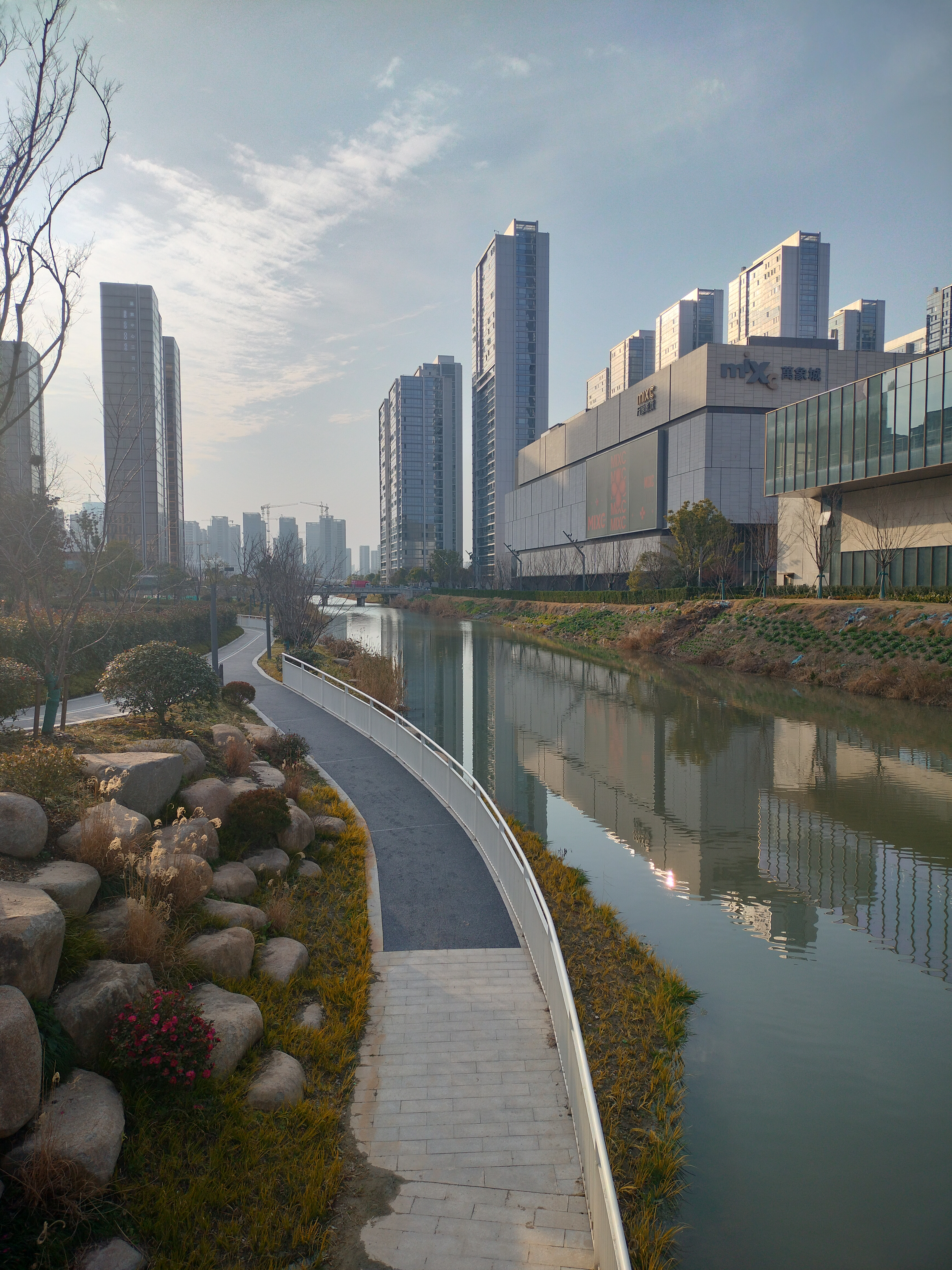
万象城南侧与河道